# اتحاد المصارعة الحرة AAA العالمية
اتحاد المصارعة الحرة AAA العالمية أو ببساطة AAA (تُنطق "تريبل إيه")(بالإنجليزية: Lucha Libre AAA Worldwide)‏، ، هو اتحاد مكسيكي للمصارعة الحرة مقره في مدينة مكسيكو، المكسيك. تأسس عام 1992 عندما انفصل أنطونيو بينيا عن مجلس المصارعة الحرة العالمي لتأسيس اتحاده الخاص، سعيًا لحرية إبداعية أكبر.
اكتسب اتحاد تريبل إيه شهرة بفضل شخصياته الفريدة وأسلوبه المبتكر في النزالات، حيث استخدم أحيانًا حلبة سداسية الشكل بدلًا من الحلبة المربعة التقليدية. كما عقد شراكات مع اتحادات مصارعة أخرى في المكسيك والولايات المتحدة، مثل إمباكت ريسلينغ، واتحاد المصارعة الكبرى، واتحاد مصارعة النخبة.

ينظم الاتحاد عروض الدفع مقابل المشاهدة بشكل رئيسي في المكسيك، إلى جانب عروض دولية في الولايات المتحدة واليابان. تبث برامجه بانتظام على قناة Gala TV في المكسيك، بالإضافة إلى قناة Univision TDN في المكسيك وبعض مناطق الولايات المتحدة.